# Edvart Christensen
Edvart Christian Christensen (ur. 21 lutego 1867 w Ramnes, zm. 13 sierpnia 1921 w Oslo) – norweski żeglarz, olimpijczyk.
Na regatach rozegranych podczas Letnich Igrzysk Olimpijskich 1912 wystąpił w klasie 6 metrów zajmując 5 pozycję. Załogę jachtu Sonja III tworzyli również Eigil Christiansen i Hans Christiansen.